# Lopit
Le lopit (ou lafiit, lafite, autonyme lopit [lɔpɪ́t]) est une langue nilo-saharienne de la branche des langues nilotiques parlée au Sud du Soudan du Sud, dans les collines de Lopit, aussi appelées Lafit. Elles se situent au Nord-Est de Torit, dans la province orientale.

## Classification
Le lopit est une langue nilo-saharienne classée dans le sous-groupe oriental des langues nilotiques. Il fait partie des langues lotuko avec l'otuho, le lokoya et le dongotono.

## Écriture
| Majuscules | A | B | C | D | E | F | G | H | I | J | K | L | M | N | NY | Ŋ | O | P | R | S | T | U | W | Y |
| Minuscules | a | b | c | d | e | f | g | h | i | j | k | l | m | n | ny | ŋ | o | p | r | s | t | u | w | y |

## Phonologie
Les tableaux présentent les voyelles et les consonnes du lopit.

### Voyelles
|         | Antérieure  | Centrale | Postérieure |
| ------- | ----------- | -------- | ----------- |
| Fermée  | i [i] ɪ [ɪ] |          | u [u] ʊ [ʊ] |
| Moyenne | e [e] ɛ [ɛ] |          | o [o] ɔ [ɔ] |
| Ouverte |             | a [a]    |             |

### Deux types de voyelles
Le lopit, comme de nombreuses langues nilo-sahariennes, différencie les voyelles selon leur lieu d'articulation. Elles sont soit prononcées avec l'avancement de la racine de la langue, soit avec la rétraction de la racine de la langue.

Les voyelles avec avancement de la racine de la langue sont [i], [e], [o], [a], [u].
Les voyelles avec rétraction de la racine de la langue sont [ɪ], [ɛ], [ɔ], [a], [ʊ]

### Consonnes
|              |           | Labiales    | Dentales | Alvéolaires | Latérales | Dorsales | Dorsales | Glottales |
| ------------ | --------- | ----------- | -------- | ----------- | --------- | -------- | -------- | --------- |
| Palatales    | Vélaires  | Labiales    | Dentales | Alvéolaires | Latérales |          |          | Glottales |
| Occlusives   | Sourde    | p [p]       | t [t]    |             |           |          | k [k]    | ʔ [ʔ]     |
| Occlusives   | Sonore    | b [b]       | d [d]    |             |           |          | g [ɡ]    |           |
| Occlusives   | Forte     | pp [pː]     |          | tt [tː]     |           |          |          |           |
| Fricative    | Fricative | ɸ [ɸ] f [f] |          | s [s]       |           |          | x [ x]   |           |
| Affriquée    | Sourde    |             |          |             |           | c [ t͡ʃ ] |          |           |
| Affriquée    | Sonore    |             |          |             |           | ɟ [ ɟ]   |          |           |
| Nasale       | Nasale    | m [m]       |          | n [n]       |           | ɲ [ ɲ]   | ŋ [ŋ]    |           |
| liquide      | liquide   |             |          | r [r]       | l [l]     |          |          |           |
| Semi-voyelle | Simple    | w [w]       |          |             |           | y [ j]   |          |           |
| Semi-voyelle | Forte     | ww [wː]     |          |             |           | yy [ jː] |          |           |

### Une langue tonale
Le lopit est une langue tonale.